# Thomas Tomkinson

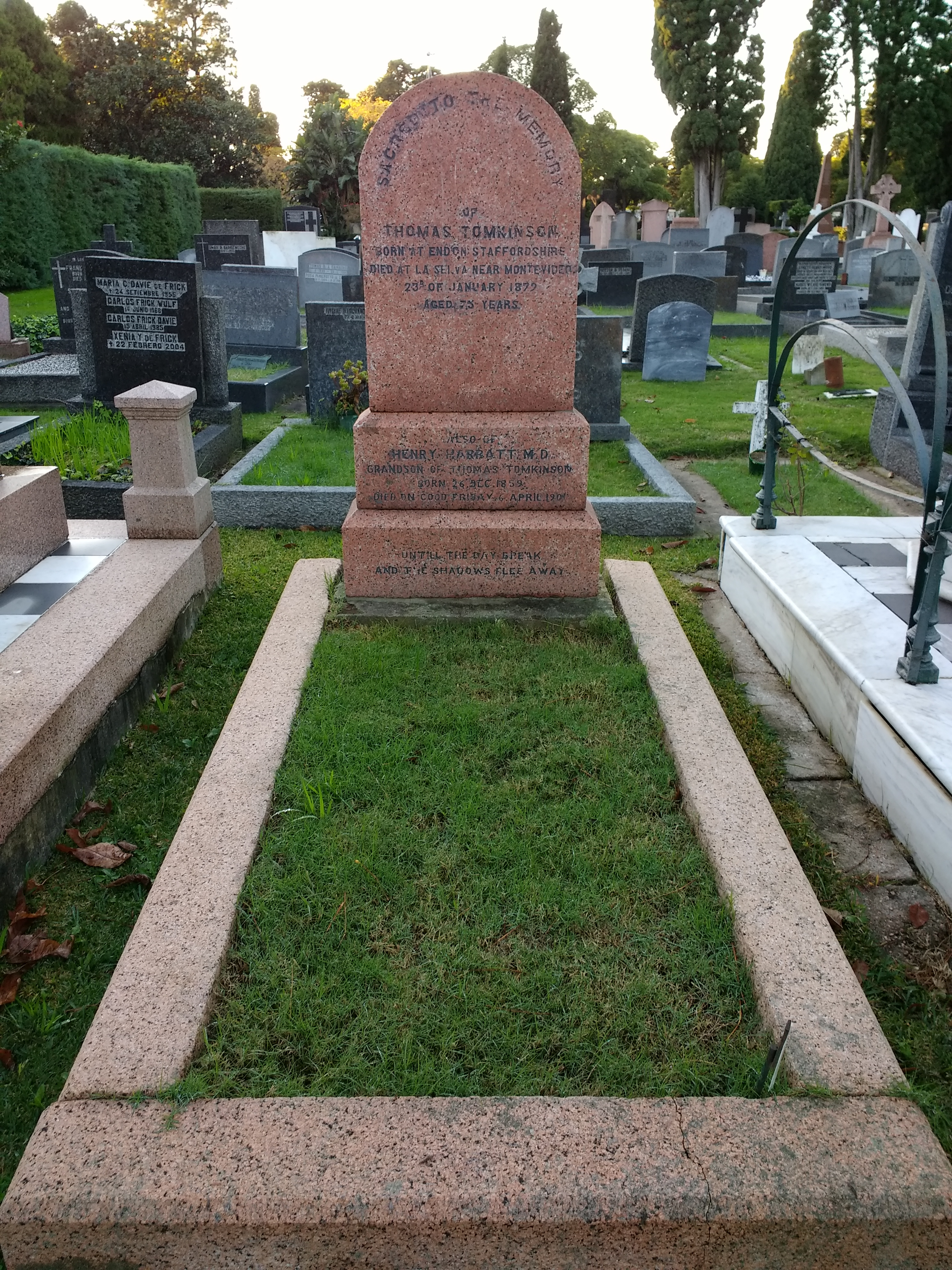
Sepultura de Thomas Tomkinson al Cementiri Britànic de Montevideo

Thomas Tomkinson y Peake (Emden, 20 d'octubre de 1804 - Montevideo, 23 de gener de 1879) fou un empresari uruguaià d'origen alemany.

## Biografia
Fill dels anglesos Thomas Tomkinson Bagnall i Ellen Peake Raven, va immigrar a l'Uruguai el 1828. Va ser banquer, comerciant, fundador del Ferrocarril Central, arrendatari d'empreses de gas, publicista, conseller d'hisenda del president Lorenzo Batlle i silvicultor. Va introduir a l'Uruguai espècies inexistents fins a aquell moment com l'eucaliptus, perquè va veure que aquesta fusta podria servir per a ser usada a les vies del ferrocarril. Va ser membre fundador de la Societat de Canvis i integrant del primer directori del Banc Comercial, el qual va presidir entre 1870 i 1879. També va ser criador de cavalls.
Es va casar el 1834 amb Joaquina Navia y Pérez de Velasco, filla del general asturià Joaquín Álvarez Cienfuegos de Navia. Va ser pare de Joaquina Prudencia, Thomas i Helena María Bernabela.
Morí en la seva casa de retir denominada "La Selva", actual Parc Municipal Tomkinson.